# Język kembayan
Język kembayan, także: karambai, bunyamp (a. bunyamp-nyamp, bumonyamp), matéq (a. bumatéq) – język austronezyjski używany przez grupę ludności w indonezyjskiej prowincji Borneo Zachodnie. Według danych z 2007 roku posługuje się nim 11 tys. osób.
W wielu publikacjach lingwistycznych język ten jest określany mianem „kembayan”. Kembayan to nazwa miasta, gdzie występuje duże skupisko użytkowników omawianego języka; niemniej lokalna ludność tego obszaru posługuje się innym językiem. Nazwy takie jak „bunyamp” i „bumatéq”, rozpowszechnione na poziomie lokalnym, są oparte na brzmieniu wyrazów kojarzonych z językiem kembayan (monyamp – „nie ma”, matéq – „niedługo”; sformułowanie bahasa lub cakap bumatéq – „język używający słowa matéq”). Inne określenia to bahasa (cakap) oméq, bahasa oméq kotéq („nasz język; język tutejszy”), bahasa ompek („język wiejski”).
W użyciu jest także język indonezyjski. Brak piśmiennictwa, przy czym w komunikacji nieformalnej stosuje się alfabet łaciński. Powstał opis jego gramatyki (2013) .